# Rocamora (Argentine)
Pour les articles homonymes, voir Rocamora.
Rocamora est une localité rurale argentine située dans le département d'Uruguay et dans la province d'Entre Ríos.

## Démographie
La population de la localité, c'est-à-dire à l'exclusion de la zone rurale, était de 303 habitants en 1991 et de 209 en 2001. La population de la juridiction du conseil d'administration était de 350 habitants en 2001.
Les limites de compétence du conseil de direction ont été fixées par le décret no 2555/2001 MGJ du 24 juillet 2001.

## Services ferroviaires
Le 30 juin 1887, on inaugure le dernier tronçon entre Rosario del Tala et Concepción del Uruguay du chemin de fer Central Entre-Riano, qui relie les villes les plus importantes de l'époque et leurs ports : Paraná et Concepción del Uruguay. Le chemin de fer Central Entre-Riano a été rebaptisé Ferrocarril Entre Ríos lorsqu'il a été concédé aux capitales anglaises, qui avec la nationalisation en 1949, fera partie du Ferrocarril Nacional General Urquiza (FCGU).
Sous le gouvernement justicialiste de Carlos Menem, les lignes secondaires d'Entre Ríos ont été abandonnées. En 2002, le gouverneur Sergio Montiel a remis en état et mis en service les premières lignes secondaires de la province. Depuis mars 2010, le train est revenu pour relier Concepción del Uruguay et Paraná en passant par 24 localités d'Entre Ríos. Le service a deux fréquences hebdomadaires.
Le 19 décembre 2009, un voyage d'essai a été effectué à la gare en présence du gouverneur de la province Sergio Urribarri. C'était la première fois en 18 ans que le train repassait par Rocamora.